# Krilni oltar
Krilni oltar (tudi zložljiv oltar) ali krilni retabel je posebna oblika oltarnega nastavka, običajen v srednji Evropi, v katerem je lahko fiksno svetišče ali corpus obdan z dvema (triptih), štirimi (pentaptih) ali več (poliptih) premičnimi krili. Tehnični izrazi so izpeljani iz starogrške: τρίς: trís ali 'trojni'; πέντε: pénte ali 'pet'; πολύς: polýs ali 'mnogo'; in πτυχή: ptychē ali 'pregib, plast'. Ker lahko krilni oltar prikazuje različne prizore med tednom, v nedeljah ali praznikih, na podlagi motivov in vrste dekoracije (poslikane plošče ali reliefi), se imenuje tudi liturgični oltar. Na oltarnem nastavku je pogosto vgrajena oltarna slika, bolj pogosto pa ima rezbarsko (izklesano) podobo. Nad retablom je mogoče najti krono ali nadgradnjo, konice in rože križa. Pod njim so lahko relikvije, v relikviariju v predeli, ki leži na oltarnem kamnu (mizi).

## Primeri
- Pacherjev oltar - sveti Wolfgang im Salzkammergut
- Kefermarktov oltar v Kefermarktu
- Krakovski oltar v baziliki svete Marije v Krakovu, delo Veita Stoßa.
- Gentski oltar, Jan van Eyck
- Isenheimski oltar, Matthias Grünewald
- Herrenberg Altarpiece, Staatsgalerie Stuttgart
- Antwerpenski retabel
- Največjo zbirko srednjeveških retablov v Nemčiji je v opatiji sv. Anne v Lübecku, vključno ‘’Pasijon’’ Hansa Memlinga in oltar v Scanii Bernta Notkeja
- Poslednja sodba Hansa Memlinga v Gdansku
- Oltar v Schwabachu v cerkvi svetega Janeza in svetega Martina v Schwabachu, glavni oltar iz delavnice Michaela Wolgemuta

## Zunanje povzevae
- Website des Kirchspiels Felsberg: Felsberg winged altar